# Niederlausitzer Eisenbahn-Gesellschaft

Aktie der Niederlausitzer Eisenbahn-Gesellschaft von 1898

Aktie der Niederlausitzer Eisenbahn-Gesellschaft von 1901

Die Niederlausitzer Eisenbahn-Gesellschaft (NLE) wurde am 18. Februar 1896 von der Gesellschaft für Bau und Betrieb von Eisenbahnen Henning, Hartwich & Co. in Berlin, der Allgemeinen Deutschen Kleinbahn-Gesellschaft AG (ADKA) sowie den Kreisen Luckau, Lübben und Schweinitz (in Herzberg (Elster)) gegründet. Der Geschäftsbericht 1900/01 der Niederlausitzer Eisenbahn-Gesellschaft weist folgende Aktienanteile aus:
- Kreis Schweinitz: 37,19 %
- ADKA: 33,45 %
- Kreis Luckau: 24,79 %
- Hartwich: 17,96 %
- Kreis Lübben: 13,54 %
- Breslauer Disconto-Bank, Berlin: 3,55 %
- Rest Privatpersonen.

Somit hatte die Allgemeine Deutsche Kleinbahn-Gesellschaft AG (ADKA) bereits zu Beginn einen Besitzanteil von etwa einem Drittel an der NLE. Darüber hinaus übernahm die ADKA auch die Bürgschaft für die Finanzierung der Strecke Lübben–Beeskow. Die Konzession als Nebenbahn erfolgte zum 25. November 1895 für die Strecke Lübben–Luckau–Uckro–Falkenberg. Am 20. Dezember 1899 wurde der Abschnitt Lübben–Beeskow als Nebenbahn konzessioniert. Die Eröffnung war:
- Luckau–Uckro 20. Dezember 1897
- Lübben–Luckau 3. März 1898
- Uckro–Falkenberg 15. März 1898
- Lübben–Beeskow: 24. November 1901

Als Betriebsmittel waren 1900 ausgewiesen:
- 2 Loks von je 125 P.K.
- 4 Loks von je 250 P.K.
- 4 Personenwagen II./III. Klasse 46 Sitze
- 6 Personenwagen III. Klasse 50 Sitze
- 4 Post- und Gepäckwagen
- 15 offene Güterwagen mit Bremse
- 19 offene Güterwagen ohne Bremse
- 4 gedeckte Güterwagen mit Bremse
- 4 gedeckte Güterwagen ohne Bremse
- 5 Bahnmeisterwagen

Hinzu kamen im Jahre 1901: 13 gedeckte Güterwagen mit 15 t Ladegewicht, eingestellt im Januar 1901 bei der KED Halle.
Bereits kurz nach dem Bau der Bahn im Jahre 1902 kam es infolge von Streitigkeiten bezüglich der Kosten und Mehrkosten beim Bahnbau zu einem Vergleich zwischen der NLE und der Gesellschaft für Bau und Betrieb von Eisenbahnen, Henning, Hartwich & Co. zu Berlin, der am 24. September 1902 von der Generalversammlung der NLE genehmigt wurde. Die Kosten, die Henning & Hartwich aufzubringen hatten, schoss die Allgemeine Deutsche Kleinbahngesellschaft vor, da Henning & Hartwich anscheinend nicht mehr in der Lage waren, das Geld zu bezahlen. Der Kleinbahngesellschaftsdirektor Dräger gab die Erklärung ab, dass der Bauunternehmer Consul Hartwich als insolvent zu betrachten sei. Die Kleinbahngesellschaft schoss den Betrag von 46000 Mark vor, der in den Grunderwerbsfond floss. Die NLE übernahm anscheinend fortan selbst die Betriebsführung.
Wegen unbefriedigender Umsätze beauftragte die NLE die Allgemeine Deutsche Eisenbahn-Betriebs-GmbH (ADEG), ab 1. Oktober 1921 den Betrieb auf ihre Rechnung zu führen.
Die AG für Verkehrswesen übernahm 1926/27 die ADEG und blieb bis 1945 der Mehrheitsaktionär. Dann folgte 1946 die Enteignung in der Sowjetischen Besatzungszone und die Unterstellung der Gesellschaft unter die Hauptverwaltung der Provinzialbahnen der Mark Brandenburg, von der sie am 1. April 1949 an die Deutsche Reichsbahn überging.
Die ursprünglich in Luckau angesiedelte Betriebsleitung wurde bereits Ende 1902 nach Lübben verlegt, wo auch der Sitz der Gesellschaft war, bis er nach Berlin verlegt wurde.
Die 113 km lange normalspurige Nebenbahnstrecke beginnt im Bahnhof Beeskow in der heutigen Kreisstadt des Landkreises Oder-Spree und führt in südwestlicher Richtung durch den nördlichen Spreewald im Landkreis Dahme-Spreewald. Hier kreuzt sie in der Kreisstadt Lübben die Hauptbahn Berlin–Cottbus und erreicht über Luckau den Bahnhof Uckro (heute Luckau-Uckro), wo sie die Hauptbahn Berlin–Dresden erreicht. Weiter geht es durch den Höhenzug des Flämings nach dem Stadtbahnhof von Herzberg (Elster), dem Verwaltungssitz des Landkreises Elbe-Elster, überquert die Schwarze Elster und endet in dem wichtigen Bahnknotenpunkt Falkenberg.
Der Bahnverkehr begann auf dem kurzen Abschnitt Luckau–Uckro am 20. Dezember 1897. Am 3. März 1898 wurde er nach Nordosten bis Lübben und am 15. März 1898 nach Südwesten bis Falkenberg verlängert. Mit dem letzten Teilstück Lübben–Beeskow war die gesamte Bahnlinie am 24. November 1901 vollendet.
Fast einhundert Jahre fuhren die Züge durch die Niederlausitz. Um die Jahreswende 1993/94 kam es zu ersten Einschränkungen im Güterverkehr. Im Jahre 1995 endete am 28. Februar der Personenverkehr zwischen Luckau und Uckro, am 27. Mai zwischen Uckro und Herzberg (Elster) Stadt sowie Beeskow und Lübben Süd. Am 1. Juni 1996 wurde die Verbindung Lübben–Luckau aufgegeben und am 18. April 1998 auch der letzte Abschnitt von Herzberg (Elster) Stadt nach Falkenberg (Elster).
Anschließend erwarb die Deutsche Regionaleisenbahn (DRE) die Strecke und führte mit Triebwagen einen touristischen Verkehr durch. Wegen zu geringer Nachfrage und fehlender finanzieller Unterstützung wurde das Angebot im Dezember 2008 komplett eingestellt. Mittlerweile sind größere Abschnitte der Strecke stillgelegt und demontiert.